# Moncagua
Moncagua es un distrito del municipio de San Miguel Centro en eldepartamento de San Miguel, El Salvador. De acuerdo al censo oficial de 2024 tiene una población de 24.167 habitantes lo que lo convierte en el segundo distrito más poblado del departamento, sólo por detrás de San Miguel.

## Historia
Moncagua es un poblado de origen prehispánico Lenca. Para el año 1550 tenía unos 500 habitantes; y en el año 1770, Pedro Cortés y Larraz refiere que tenía unos 849 indígenas repartidos en 86 familias y de 309 ladinos distribuidos en 58 familias.
El año 1786 pasó a formar parte del Partido de San Miguel, y en la época republicana, pertenece a San Miguel desde 1824. Adquirió el título de villa el 15 de abril de 1889, y el año 1890 tenía una población estimada en 2.060 habitantes.
En el 9 de agosto de 1855, durante la noche, se robaron de la iglesia parroquial las siguientes alhajas: una lámpara de plata de una vara de altura y treinta y dos marcos de peso, dos ciriales de plata que pesaban más de veinticuatro marcos, un cabo de cruz alta de plata con el peso de dos marcos y siete candeleros de latón. Tras este acontecimiento, el presidente dispuso que las autoridades del departamento imparten las órdenes mas eficaces y severas para perseguir a los ladrones.
El título de ciudad se le fue otorgado el 2 de agosto de 1997. Este fue publicado en el Diario oficial tomo 336, número 142 de fecha 31 de julio de 1997.

## Información general
El distrito tiene un área de 102,95 km², y la cabecera una altitud de 250 m s. n. m. El topónimo Lenca salvadoreño Moncagua significa «Río de Piedras y Conejos». Las fiestas patronales se celebran entre el día 30 de enero y el 4 de febrero en honor a la Virgen de Candelaria. En el territorio también se encuentra el sitio arqueológico, no desenterrado, denominado Tangolona, en la hacienda del mismo nombre.
Para su administración, el distrito cuenta con 12 cantones y también 57 caseríos.
Sus cantones son:
- El Cerro.
- El Jobo.
- El Papalón.
- El Platanar.
- El Rodeo.
- El Salara.
- El Valle Alegre.
- La Estancia.
- La Fragua.
- Los Ejidos.
- Santa Bárbara.
- Tongoloma.